# Next Generation ATP Finals 2021 – mužská dvouhra
Mužská dvouhra Next Generation ATP Finals 2021 probíhala v první polovině listopadu 2021. Singlová soutěž milánského závěrečného turnaje sezóny byla určena pro osm nejlepších hráčů do 21 let věku na žebříčku ATP Race to Milan. Ročník se 2020 neodehrál kvůli koronavirové pandemii. Ze soutěže nebyly tenistům přidělovány body do žebříčku ATP. Turnaj se konal ve formátu Fast4 tenisu. Dvacetiletý obhájce titulu Jannik Sinner z Itálie se odhlásil a z pozice náhradníka zasáhl do navazujícího Turnaje mistrů.
Vítězem se stal nejvýše nasazený Carlos Alcaraz, jenž ve finále zdolal turnajovou dvojku Sebastiana Kordu po třísetovém průběhu 4–3, 4–2 a 4–2. V prvním vzájemném utkání neztratil 18letý Alcaraz proti o tři roky staršímu Američanovi s českými kořeny ani jednou servis a stal se prvním španělským šampionem turnaje. Sezónu rozehrál jako 141. hráč světa a v jejím průběhu se posunul na konečné 32. místo. V celém turnaji prohrál jen jeden ze šestnácti zkrácených setů, do nichž nastoupil.

## Nasazení hráčů
1. Carlos Alcaraz (vítěz)
2. Sebastian Korda (finále)
3. Lorenzo Musetti (základní skupina)
4. Brandon Nakashima (semifinále)
5. Juan Manuel Cerúndolo (základní skupina)
6. Sebastián Báez (semifinále)
7. Holger Rune (základní skupina)
8. Hugo Gaston (základní skupina)

## Soutěž
| Legenda                                                       |                                                                        |                                                   |
| - Q – kvalifikant - WC – divoká karta - LL – šťastný poražený | - Alt – náhradník - SE – zvláštní výjimka - PR/SR – žebříčková ochrana | - w/o – bez boje - r – skreč - d – diskvalifikace |

### Finálová fáze
|  | Semifinále | Semifinále        | Semifinále      | Semifinále | Semifinále | Semifinále | Semifinále      |                |    | Finále | Finále | Finále | Finále | Finále | Finále | Finále |
|  |            |                   |                 |            |            |            |                 |                |    |        |        |        |        |        |        |        |
|  | 1          | Carlos Alcaraz    | 4               | 4          | 4          |            |                 |                |    |        |        |        |        |        |        |        |
|  | 6          | Sebastián Báez    | 2               | 1          | 2          |            |                 |                |    |        |        |        |        |        |        |        |
|  | 6          | Sebastián Báez    | 2               | 1          | 2          |            | 1               | Carlos Alcaraz | 47 | 4      | 4      |        |        |        |        |        |
|  |            |                   |                 |            |            |            |                 | Carlos Alcaraz | 47 | 4      | 4      |        |        |        |        |        |
|  |            | 2                 | Sebastian Korda | 35         | 2          | 2          |                 |                |    |        |        |        |        |        |        |        |
|  | 2          | 2                 | Sebastian Korda | 35         | 2          | 2          | Sebastian Korda | 47             | 2  | 1      | 4      | 4      |        |        |        |        |
|  | 2          |                   |                 |            |            |            | Sebastian Korda | 47             | 2  | 1      | 4      | 4      |        |        |        |        |
|  | 4          | Brandon Nakashima | 3               | 4          | 4          | 2          | 2               |                |    |        |        |        |        |        |        |        |

### Skupina A
|   |                       | Alcaraz                 | Nakashima                    | Cerundolo               | Rune                         | Zápasy | Sety       | Hry          | Pořadí |
| 1 | Carlos Alcaraz        |                         | 4–3(7–4), 4–1, 4–3(7–4)      | 4–0, 4–1, 2–4, 4–3(7–3) | 4–3(8–6), 4–2, 4–0           | 3–0    | 9–1 (90 %) | 38–20 (66 %) | 1.     |
| 4 | Brandon Nakashima     | 3–4(4–7), 1–4, 3–4(4–7) |                              | 4–1, 3–4(3–7), 4–1, 4–0 | 3–4(3–7), 4–1, 4–1, 4–3(7–1) | 2–1    | 6–5 (55 %) | 37–27 (58 %) | 2.     |
| 5 | Juan Manuel Cerundolo | 0–4, 1–4, 4–2, 3–4(3–7) | 1–4, 4–3(7–3), 1–4, 0–4      |                         | 1–4, 2–4, 4–1, 1–4           | 0–3    | 3–9 (25 %) | 22–42 (34 %) | 4.     |
| 7 | Holger Rune           | 3–4(6–8), 2–4, 0–4      | 4–3(7–3), 1–4, 1–4, 3–4(1–7) | 4–1, 4–2, 1–4, 4–1      |                              | 1–2    | 4–7 (36 %) | 27–35 (44 %) | 3.     |

### Skupina B
|   |                 | Korda                                  | Musetti                                | Baez                         | Gaston                                 | Zápasy | Sety       | Hry          | Pořadí |
| 2 | Sebastian Korda |                                        | 4–2, 4–3(7–4), 4–2                     | 4–3(7–3), 4–2, 4–2           | 3–4(2–7), 3–4(6–8), 4–0, 4–3(7–3), 4–0 | 3–0    | 9–2 (82 %) | 42–25 (63 %) | 1.     |
| 3 | Lorenzo Musetti | 2–4, 3–4(4–7), 2–4                     |                                        | 1–4, 1–4, 4–3(7–5), 3–4(5–7) | 4–3(7–4), 4–3(8–6), 2–4, 3–4(7–9), 4–2 | 1–2    | 4–8 (33 %) | 33–43 (43 %) | 3.     |
| 6 | Sebastian Baez  | 3–4(3–7), 2–4, 2–4                     | 4–1, 4–1, 3–4(5–7), 4–3(7–5)           |                              | 4–3(7–2), 4–2, 4–2                     | 2–1    | 6–4 (60 %) | 34–28 (55 %) | 2.     |
| 8 | Hugo Gaston     | 4–3(7–2), 4–3(8–6), 0–4, 3–4(3–7), 0–4 | 3–4(4–7), 3–4(6–8), 4–2, 4–3(9–7), 2–4 | 3–4(2–7), 2–4, 2–4           |                                        | 0-3    | 4–9 (31 %) | 34–47 (42 %) | 4.     |